# Jeu de puces

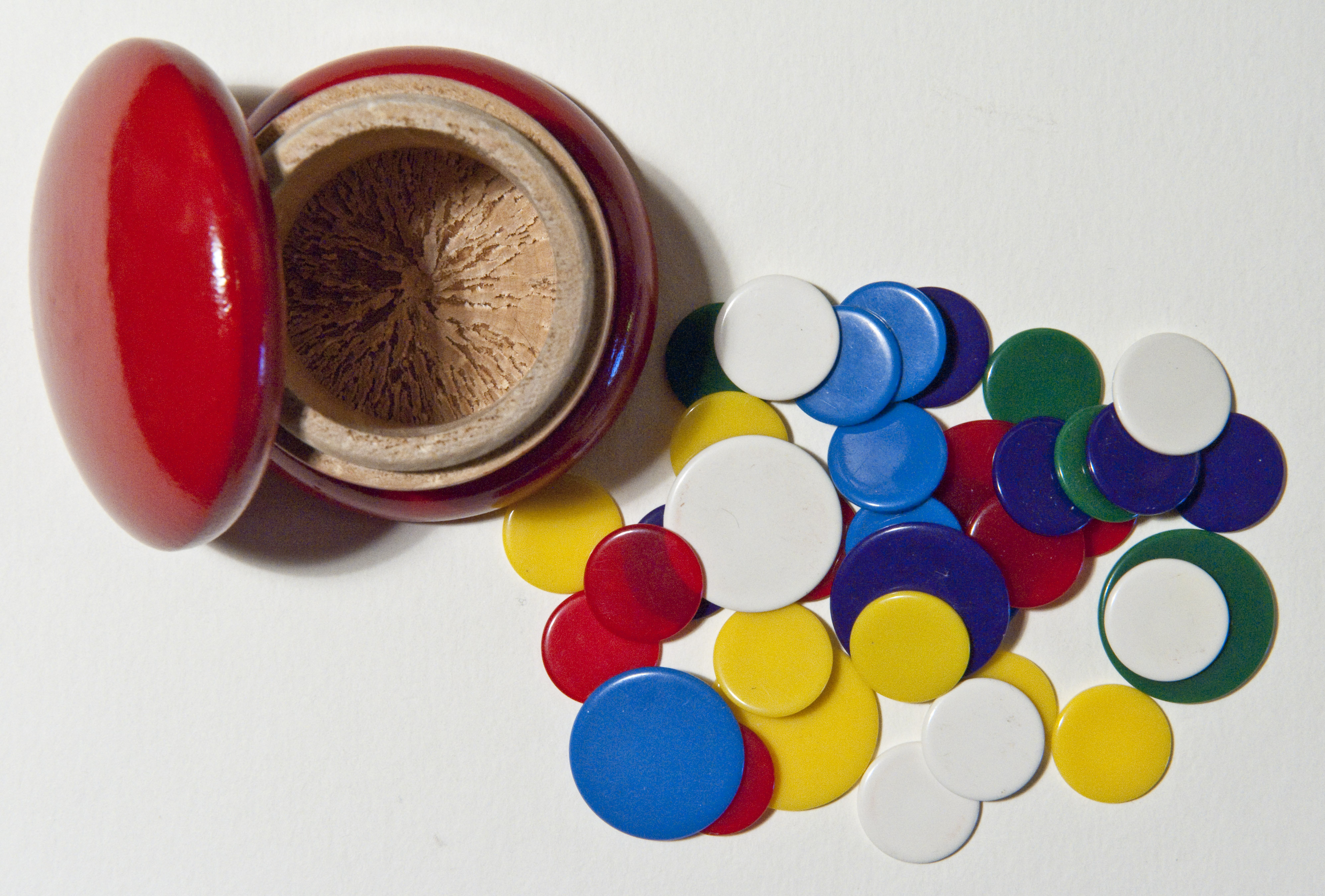
Jeu de puces européen des années 50 avec des jetons en nylon et une sébile de bois.

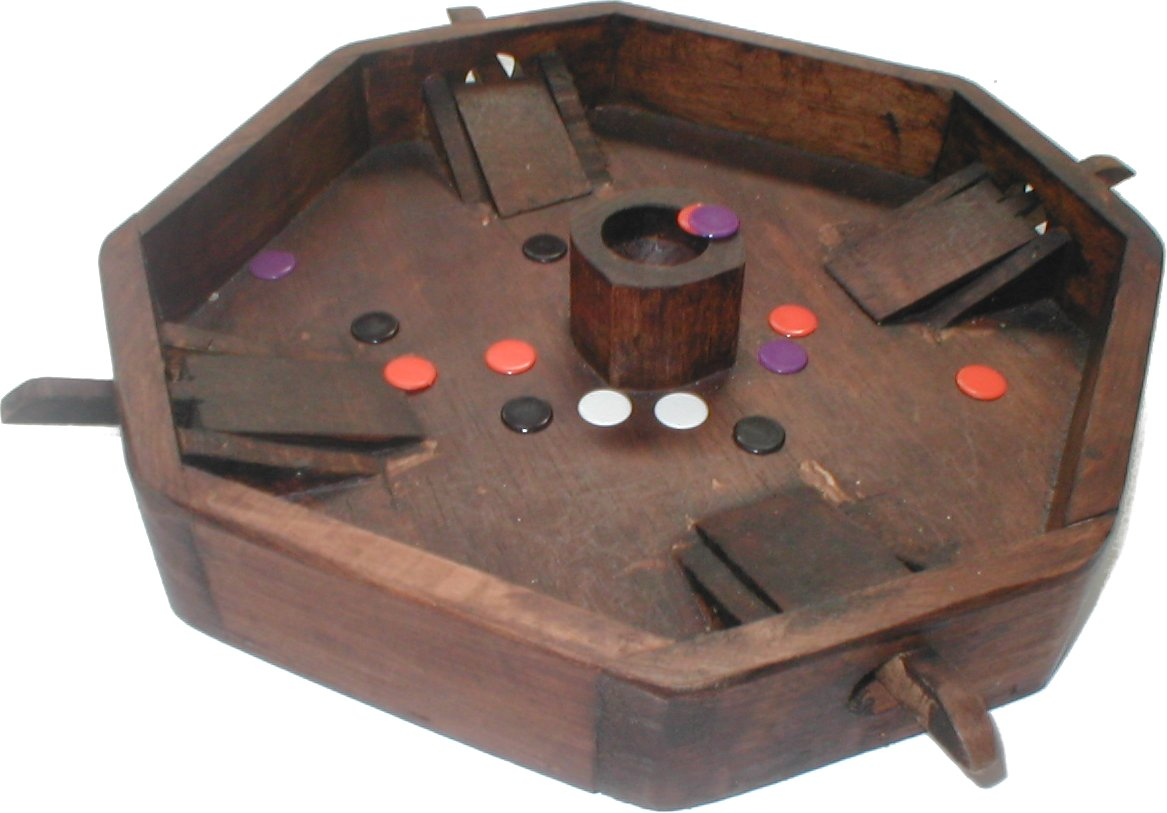
Un jeu de puces à catapultes.

Le Jeu de puces est un jeu de société où il s'agit de propulser des jetons plats vers un but (traditionnellement le fond d'un gobelet), soit en les pressant à l'aide d'un autre jeton, soit à l'aide d'un système à ressort formant une catapulte.
Le terme jeu de puces, comme jeu de plateau, ne doit pas être confondu avec jeu de puces, terme français officiel équivalent de chipset et  désignant l'ensemble des composants de base d'un équipement électronique.

## Règles du jeu
Le jeu de puces est un jeu de plateau qui se joue de 2 à 6 joueurs.
La table doit être recouverte d'un tapis de jeu un peu épais de préférence.
Une sébile ou coupelle est placée au centre de la table.
Chaque joueur dispose d'environ 4 à 6 jetons en bois ou en plastique ainsi que d'un jeton plus grand pour faire sauter les petits jetons.
Chaque joueur à sa couleur de jetons.
Une puce de chacun des joueurs est disposée à même distance de la coupelle.
Les autres puces sont alignées devant chaque joueur.
Le jeu consiste à envoyer le petit jeton dans la coupelle en en pinçant le bord avec le grand jeton de manière à le faire sauter et tomber dans la sébile.
Les joueurs jouent à tour de rôle.
Chaque jeton envoyé dans la coupelle donne droit à un coup supplémentaire.
Une fois la première puce envoyée dans la coupelle, le joueur peut faire sauter n'importe laquelle de ses puces.
Chaque jeton qui n'atteint pas la coupelle à partir de la ligne de départ doit selon convenance, soit retourner sur la ligne de départ, soit être retiré du jeu.
Le premier joueur qui a envoyé toutes ses puces dans la coupelle a gagné.
Il existe de nombreuses variantes à ce jeu.

## Histoire
A la fin du XIXe siècle, Charles Watilliaux, un éditeur de jeux prolifique auteur du Folioscope, commercialise un jeu de jetons intitulé Cabriole et présenté comme un nouveau jeu de société dont les règles sont celles du  jeu de puces.
En 1896, on trouve mention dans La Revue des nouveautés, le moniteur des inventions françaises, d'un jeu appelé La Puce, « ainsi nommée du fait que les jetons sont projetés et sautent comme des puces ». Le jeu, vendu dans une caissette surprise est décrit comme « très récréatif ».
En 1908, l'entreprise de Charles Watilliaux est rachetée par Revenaz-Tabernat qui publie deux variantes du jeu de Cabrioles : l'un avec coupelle centrale et des catapultes pour tirer les jetons et l'autre, un jeu de puces simples avec une marelle type Paradis.
Mauclair-Dacier, un éditeur de jeux créé en 1880 et acquis en 1904 par Les Jeux Réunis produit un jeu appelé La puce, Nouveau Jeu sous la marque M. D. Paris.
On trouve également un jeu La Puce, Jeu d'adresse, sous la marque B.F.
Alphonse Wogue commercialise sous la marque A. W. Paris un Grand Jeu de la puce avec une marelle de type "Enfer-Paradis".
En 1904 Léon Nicolas et Charles Keller fondent la compagnie N. K. Atlas, du nom de ses fondateurs et de la rue de l’Atlas à Paris où elle se situait.
Cette société produit de nombreux jeux, notamment des jeux de puces, jusqu'à son rachat en 1924 par Georges Bonnet qui continue la production de jeux sous la marque GB.
Les variantes du jeu de puces s'appellent La Puce, La Puce - Nouveau jeu, La Puce domptée, Le Grand jeu de la puce etc,...
Dans les années 1920, Mauclair-Dacier à Paris édite un jeu appelé Les Crochet endiablés - Nouveau jeu de puces.
Dans les années 1950-60, c'est l'avènement du plastique qui remplace souvent le bois dans la fabrication des jetons de jeux de puces.
Le jeu de puces à catapulte avec son plateau de bois muni de lanceurs et ses rondelles de métal est un jeu traditionnel de bar. Autrefois pratiqué dans les cafés du Nord de la France, on y jouait avec de vraies pièces de monnaie,.
En 2003, Darwin Project édite le jeu Micro Mutants créé par Marco Maggi et Francesco Nepitello. Inspiré du jeu de puces traditionnel, ce jeu à lanceur sophistiqué tient compte des deux faces des jetons. Il est réédité en 2017 par Origames.